# Walter Stewart, 1. Earl of Atholl
Walter Stewart, 1. Earl of Atholl (* um 1360; † 26. März 1437 in Edinburgh) war ein schottischer Peer aus der Familie Stewart. Er hatte die Titel 1. Earl of Atholl, 4. Earl of Strathearn und 3. Earl of Caithness inne.

## Leben
Er war der drittgeborene Sohn von Robert II., König von Schottland, und dessen zweiter Frau Euphemia de Ross, Countess of Moray.
Walter bekleidete das Amt des Großjustiziars von Schottland.
Spätestens 1402 verzichtete seine Nichte Euphemia Stewart, 2. Countess of Strathearn and Caithness, die Tochter seines Bruders David, zu seinen Gunsten auf den Titel als Countess of Caithness. Am 28. April 1404 wurde er zudem zum Earl of Atholl erhoben. 1428 verzichtete er zugunsten seines älteren Sohnes auf den Titel Earl of Caithness. Als dieser bereits 1431 kinderlos starb, fiel der Titel an ihn zurück. Zwischen 1424 und 1427 wurde zudem durch ein male fee der Titel Earl of Strathearn dem Sohn seiner Nichte Malise Graham, 3. Earl of Strathearn entzogen und ebenfalls dem 1. Earl of Atholl übertragen.
Walter war Halbbruder des schottischen Königs Robert III. und Onkel von König Jakob I. Die Legitimität der ersten Ehe seines Vaters und deren Nachkommen wurde teilweise in Zweifel gezogen. Walter, der aus der zweifelsfrei legitimen zweiten Ehe Roberts II. stammte, leitete deshalb Thronansprüche für sich ab. Im Rahmen einer Verschwörung ermordete er schließlich seinen Neffen, König Jakob I., am 21. Februar 1437.
Walter Stewart wurde daraufhin zum Tode verurteilt und in einer – selbst für die damalige Zeit – überaus brutalen Art und Weise über die Dauer von drei Tagen in Edinburgh förmlich zu Tode gefoltert. Seine Adelstitel wurden ihm wegen Hochverrats aberkannt.

## Ehen und Nachkommen
Er heiratete in erster Ehe um 1378 Margaret Barclay († 1404), Tochter und Erbin des David Barclay, Lord of Brechin. Mit ihr hatte er zwei Söhne:
- Allan (Alexander) Stewart, 4. Earl of Caithness († 1431)
- David Stewart, Master of Atholl († vor 1437)

Der Earl heiratete noch ein zweites Mal um 1404 Elizabeth, Tochter des Sir William Graham of Kincardine († 1424). Diese Ehe blieb kinderlos.